# Séisme du 13 décembre 115 à Antioche
Le séisme de 115 à Antioche est un séisme qui frappe Antioche en Syrie romaine le 13 décembre 115. Sa magnitude estimée est de 7,5 sur l'échelle de Richter et son intensité maximale est estimée à XI sur l'échelle de Mercalli.
Antioche et les régions avoisinantes sont dévastées avec d'importantes pertes humaines et matérielles. Il déclenche un tsunami local qui endommage gravement le port de Césarée. L'empereur romain Trajan, ainsi que son successeur Hadrien, alors engagés dans la guerre contre les Parthes, sont présents sur les lieux lors du tremblement de terre. Ils s'en sortent avec seulement des blessures légères et commenceront plus tard un programme de reconstruction de la ville.

## Cadre tectonique
Le site d'Antioche se trouve à proximité du point triple commun aux plaques arabique, africaine et anatolienne :
- à l’extrémité nord de la faille du Levant, faille transformante qui constitue la principale frontière entre la plaque arabique et la plaque africaine ;
- à l'extrémité sud-ouest de la faille est-anatolienne, faille transformante qui constitue la principale frontière entre la plaque anatolienne et la plaque arabique ;
- à l'extrémité nord-est de l'arc chypriote, qui constitue la frontière entre les plaques anatolienne et africaine.

La ville est située dans une plaine qui se trouve à l'extrémité sud-ouest de la vallée d'Amik (en), et qui s'est remplie de sédiments alluviaux depuis le Pliocène. 
Au cours des 2000 dernières années, l'ensemble de la zone a été affecté par de nombreux grands tremblements de terre : en moyenne, un séisme majeur tous les 150 ans. Des résultats de micro-topographie et de mesures sur des tranchées, dans la partie nord de la faille du Levant, indiquent en particulier que trois grands séismes ont eu lieu le long du segment Missyal depuis 100 apr. J.-C..  Le premier de ces mouvements majeurs du segment pourrait coïncider avec le tremblement de terre de 115.

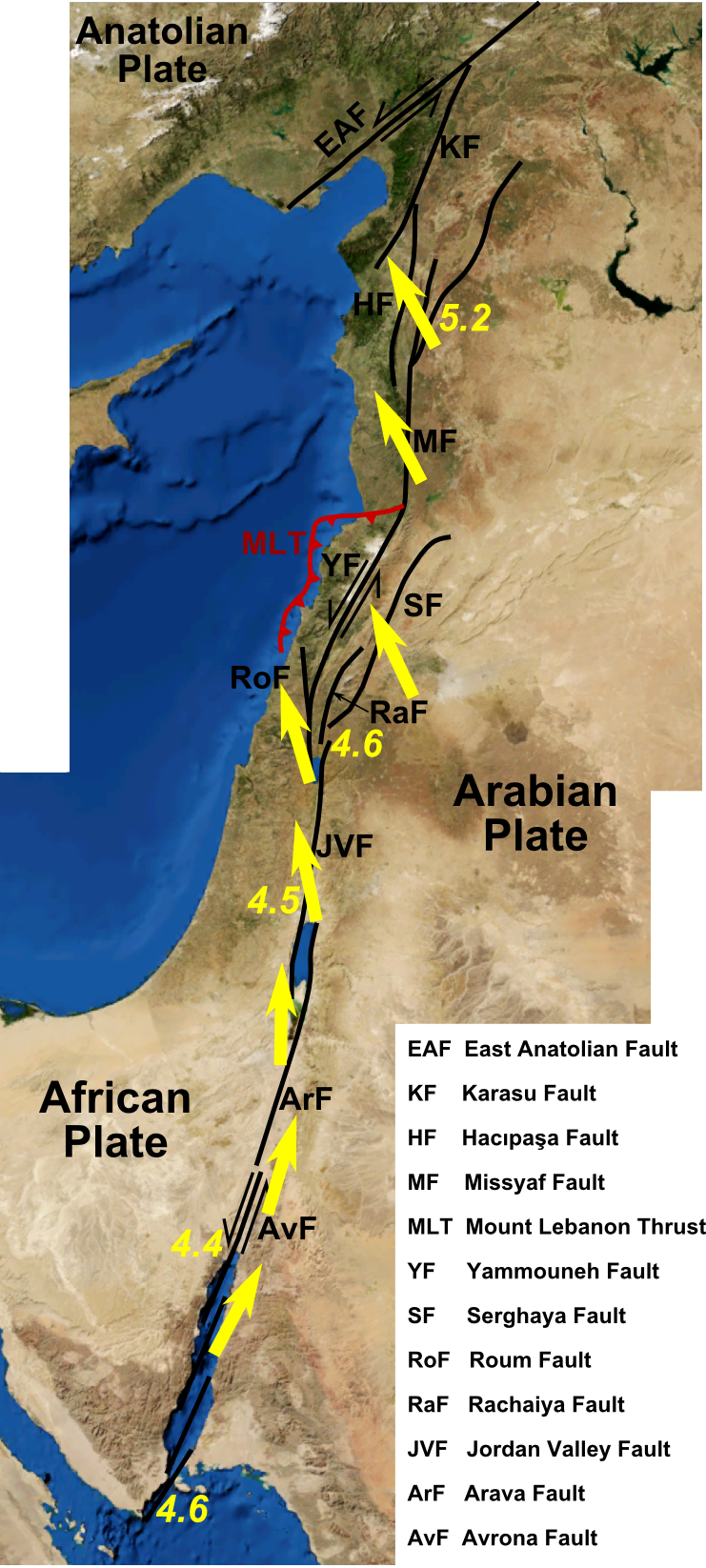
Carte de la faille du Levant.
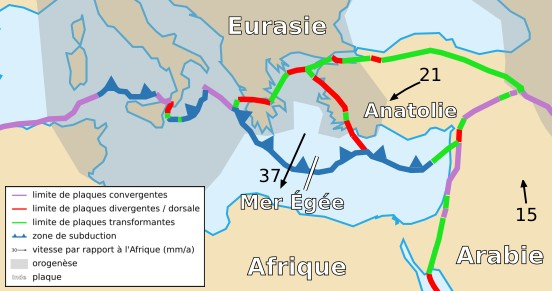
Positions relatives des trois plaques concernées.
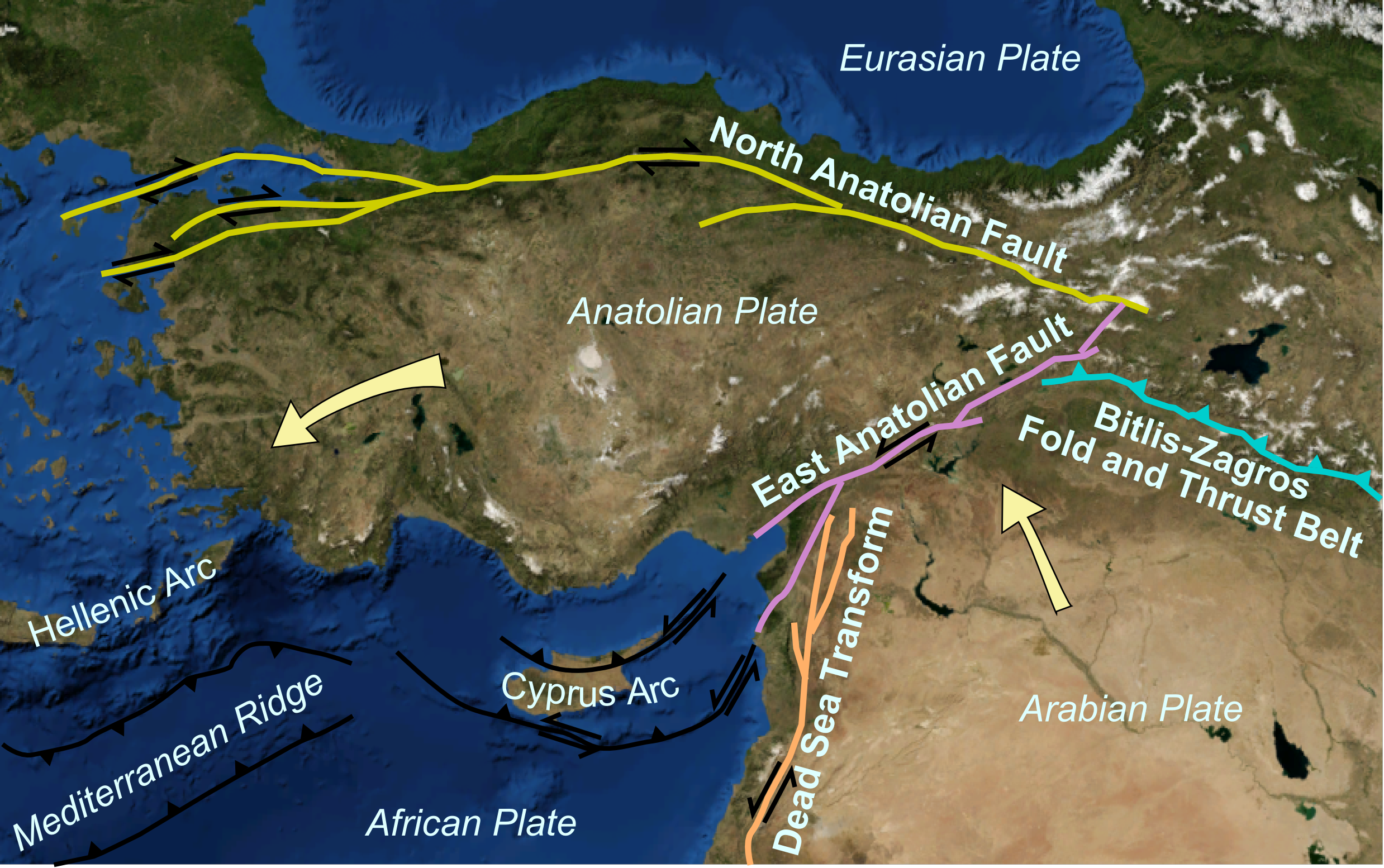
Disposition des failles principales dans la région.

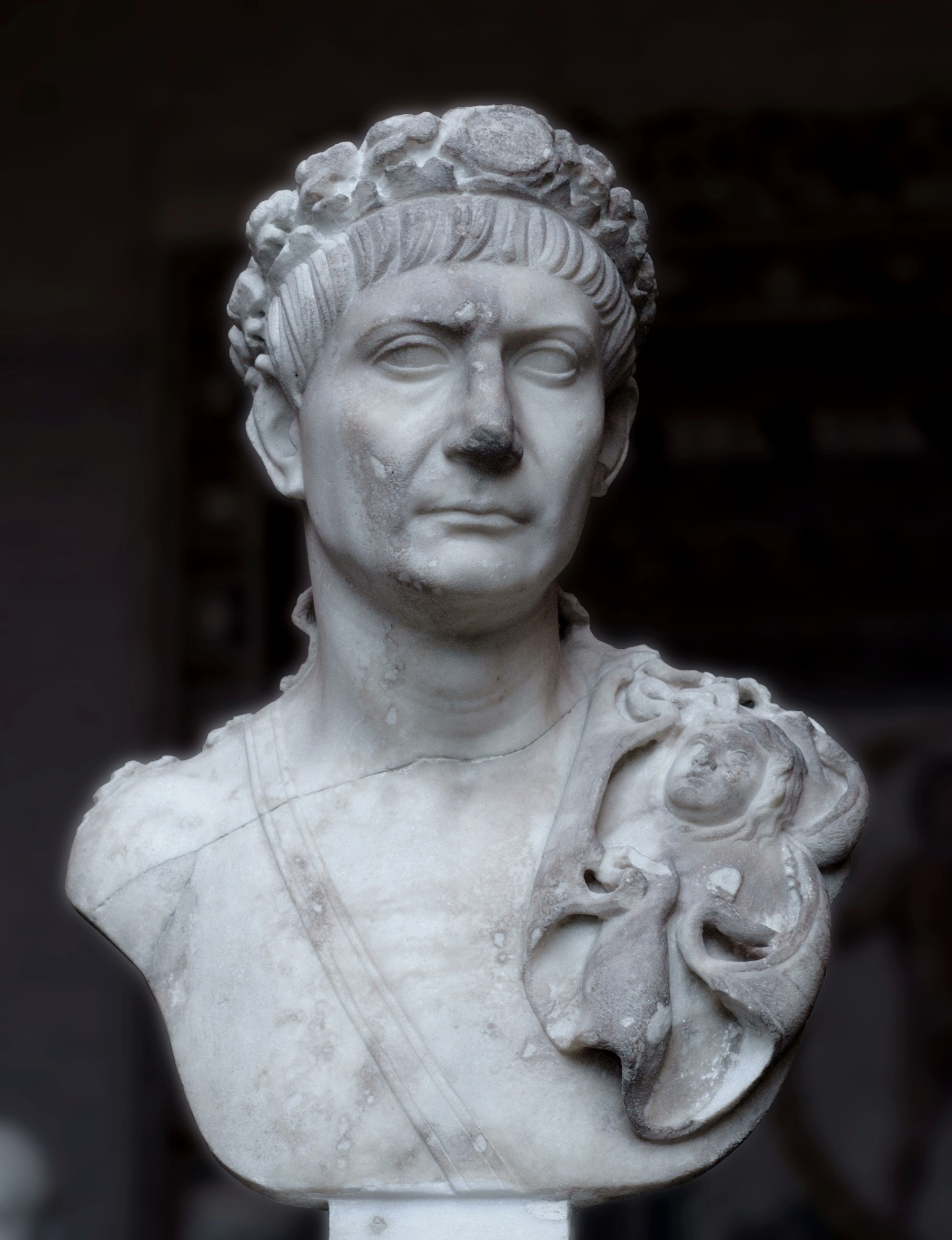
L'empereur romain Trajan (98 - 117), alors engagé dans la guerre parthique (114 - 117).

## Description et bilan du séisme
Une description du tremblement de terre est incluse par l'historien Dion Cassius, de l'époque sévérienne, (le récit est écrit environ 100 ans après les faits) dans son Histoire romaine. (Pour écrire et retranscrire le récit du seisme, Dion Cassius s'est sans doute renseigné auprès d'archives de l'époque de la fin du règne de Trajan, et de documents militaires) : 

« Pendant le séjour de Trajan à Antioche, il y a un horrible tremblement de terre ; plusieurs villes en souffrent, mais Antioche est la plus maltraitée. Comme Trajan y a ses quartiers d'hiver, que nombre de soldats et nombre de particuliers s'y sont rendus de tous côtés pour affaires, pour ambassades, pour négoce ou par curiosité [...]
D'abord, on entend tout à coup un grand gémissement ; suivit ensuite une violente secousse ; la terre tout entière bondit ; les édifices s'élancent en haut ; les uns, enlevés en l'air, retombent et se disloquent ; les autres, ébranlés de çà et de là, tournoient comme au milieu des flots agités, et, de plus, occupent une grande partie de l'espace. Le fracas des bois qui se rompent et se brisent, joint à celui des pierres, des tuiles, est tellement effrayant, il se lève une telle poussière, qu'on ne peut ni se voir, ni se parler, ni s'entendre. Plusieurs personnes, qui sont hors de leurs maisons, sont atteintes ; enlevées en l'air et violemment emportées, puis, précipitées comme du haut d'un escarpement, elles retombent meurtries ; les unes sont mutilées, les autres mortes. Des arbres même sont arrachés avec leurs racines. Quant à ceux qui périssent surpris dans leurs maisons, leur nombre est incalculable ; beaucoup, en effet, sont écrasés par le choc des objets qui tombent ; beaucoup aussi sont étouffés sous des monceaux de terre. Tous ceux qui ont quelque partie du corps engagée sous les pierres ou les bois, sont dans un état déplorable, sans pouvoir ni survivre, ni mourir sur-le-champ.
Néanmoins quelques-uns d'entre eux, sur cette population innombrable, parvinrent à se sauver ; mais tous ne s'en tirent pas sans souffrance. Quelques-uns y ont ou les jambes, ou les épaules, ou la tête mutilée. D'autres vomissent le sang ; parmi eux est le consul Pedo, qui même faillit en mourir. En un mot, il n'y a absolument aucun fléau dont la violence ne se fait alors sentir. La divinité ayant prolongé le tremblement pendant plusieurs jours et plusieurs nuits, les habitants sont en proie à l'incertitude et à l'embarras, les uns engloutis et tués par la ruine des édifices, les autres, à qui, soit un espace vide formé par l'inclinaison des bois, soit la voûte d'un entrecolonnement, permet de conserver la vie, mourant par la faim. [...] Tels sont les malheurs qui accablent alors Antioche.
Quant à Trajan, il s'échappe par une fenêtre de la maison où il est, guidé par un homme d'une taille au-dessus de la taille ordinaire des hommes, qui s'est approché de lui, en sorte qu'il en est quitte pour quelques blessures légères ; mais, comme le tremblement dure plusieurs jours, il se tient dans le cirque en plein air.
Le Casius lui-même est tellement ébranlé, que sa cime semble se pencher et se briser jusqu'à tomber sur la ville. D'autres montagnes aussi s'affaissent ; de l'eau sortit en abondance là où il n'y en a pas auparavant, comme aussi elle tarit dans des lieux où elle coule en abondance. »

— Dion Cassius, Histoire romaine, LXVIII, 24-25 - traduction Étienne Gros, 1867.
Les historiens modernes considèrent souvent que le consul Marcus Pedo Vergilianus est mort ce jour-là.
La ville d'Apamée est également détruite par le tremblement de terre et Beyrouth subit des dommages importants. Gaza, plus au sud, est rayée de la carte, et le tsunami semble avoir atteint faiblement Alexandrie, en Égypte.  
Le tsunami provoqué par le séisme touche la côte libanaise, en particulier Césarée et Yavneh. Le port de Césarée est probablement détruit selon une interprétation basée sur la datation d'un épais dépôt d'un demi-mètre se trouvant à l'extérieur du port.
L'estimation du nombre de décès à 260 000 est très incertaine et semble n'apparaître que dans les ouvrages parus depuis le XXe siècle. Cela en ferait un des séismes les plus meurtriers de l'histoire. Certains historiens avancent le chiffre de 500 000 morts, en tenant compte des dégâts occasionnés dans l'arrière-pays d'Antioche, peu mentionné, et des conséquences du tsunami, qui aurait touché Alexandrie et d'autres grandes cités de l'est du bassin méditerranéen. Plusieurs tsunamis furent même évoqués. La rareté des documents sur cette période, et notamment de témoignages contemporains, empêchent une estimation précise, et le récit de Dion Cassius, écrit environ 100 ans après le séisme, se penche essentiellement sur la ville d'Antioche, et peu sur ses environs. Pourtant, il y avait de nombreuses grandes villes : par exemple, Gaza était un port important et une grande ville de quelque 50 000 habitants à l'époque. Elle sera rasée par le (ou les) tsunami(s), et mettra des décennies à renaître. De façon générale, les provinces romaines du Moyen-orient sont touchées : Syrie, Palestine, Arabie Pétrée et région d'Alexandrie. Enfin, le séisme de décembre 115 s'est déroulé en hiver, et rien n'est indiqué pour ce qui concernait les survivants qui se retrouvaient sans logement ou sans subsistances. Il y eut sans doute des épidémies mortelles, comme le choléra et la tuberculose, et peut-être aussi des famines, ce qui est fréquemment observé dans l'histoire pour les conséquences d'un tel séisme.    

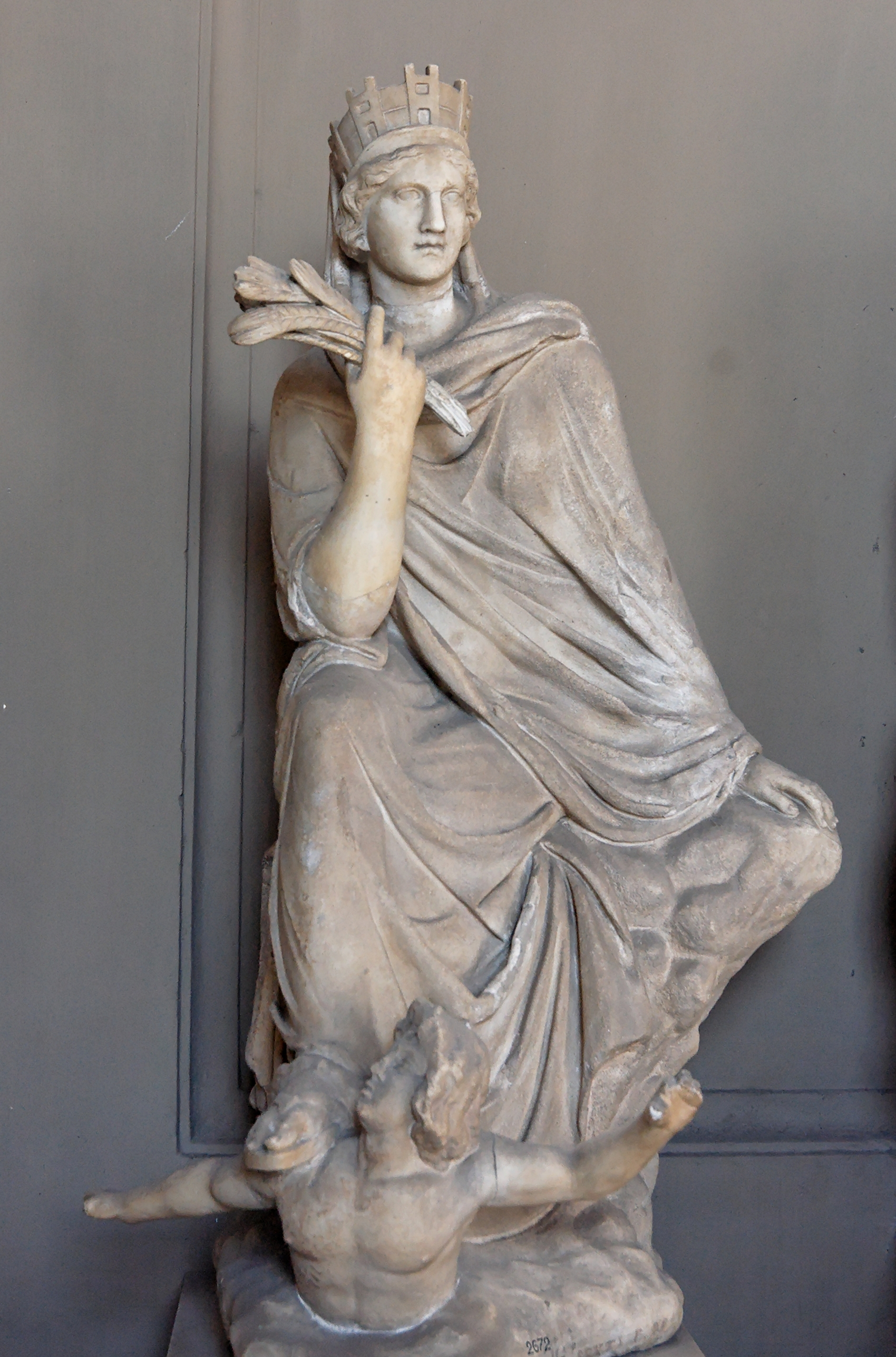
La Tyché d'Antioche. Marbre, copie romaine d'un original grec en bronze du.

## Conséquences
La reconstruction d'Antioche est lancée par Trajan, qui décède deux ans plus tard, et semble avoir été achevée par son successeur, Hadrien. Trajan a fait ériger une copie de la Tyché d'Antioche d'Eutychidès de Sicyone au nouveau théâtre pour commémorer la reconstruction de la ville. Presque toutes les mosaïques qui sont trouvées à Antioche datent d'après le tremblement de terre